# Ченанго (округ)
Шаблон:StateAbbr_ 42°30′ пн. ш. 75°37′ зх. д. / 42.5° пн. ш. 75.62° зх. д.
Округ Ченанґо (англ. Chenango County) — округ (графство) у штаті Нью-Йорк, США. Ідентифікатор округу 36017.

## Історія
Округ утворений 1798 року.

## Демографія
За даними перепису 
2000 року 
загальне населення округу становило 51401 осіб, зокрема міського населення було 8713, а сільського — 42688.
Серед мешканців округу чоловіків було 25309, а жінок — 26092. В окрузі було 19926 домогосподарств, 13546 родин, які мешкали в 23890 будинках.
Середній розмір родини становив 3,01.
Віковий розподіл населення поданий у таблиці:
| Стать    | До 15 років | 15-21 | 22-29 | 30-39 | 40-49 | 50-65 | 65-85 | Понад 85 |
| -------- | ----------- | ----- | ----- | ----- | ----- | ----- | ----- | -------- |
| Чоловіки | 5517        | 2483  | 2030  | 3657  | 3955  | 4388  | 2963  | 316      |
| Жінки    | 5422        | 2245  | 2011  | 3655  | 3924  | 4460  | 3684  | 691      |

## Суміжні округи
- Медісон — північ
- Отсего — північний схід
- Делавер — південний схід
- Брум — південь
- Кортленд — захід

## Виноски
1. ↑  U.S. Decennial Census. United States Census Bureau. Архів оригіналу за 26 квітня 2015. Процитовано 3 січня 2015.
2. ↑  Historical Census Browser. University of Virginia Library. Архів оригіналу за 11 серпня 2012. Процитовано 3 січня 2015.
3. ↑  Population of Counties by Decennial Census: 1900 to 1990. United States Census Bureau. Архів оригіналу за 19 лютого 2015. Процитовано 3 січня 2015.
4. ↑  Census 2000 PHC-T-4. Ranking Tables for Counties: 1990 and 2000 (PDF). United States Census Bureau. Архів оригіналу (PDF) за 18 грудня 2014. Процитовано 3 січня 2015.
5. ↑  State & County QuickFacts. United States Census Bureau. Архів оригіналу за 8 липня 2011. Процитовано 11 жовтня 2013. [Архівовано 2011-08-03 у Wayback Machine.](англ.) Наведено за англійською вікіпедією.
6. ↑  American FactFinder. Бюро перепису населення США. Архів оригіналу за 26 лютого 2012. Процитовано 31 січня 2008. [Архівовано 2008-05-21 у Wayback Machine.]

| США | Це незавершена стаття з географії США. Ви можете допомогти проєкту, виправивши або дописавши її. |